# Michael Zeno Diemer

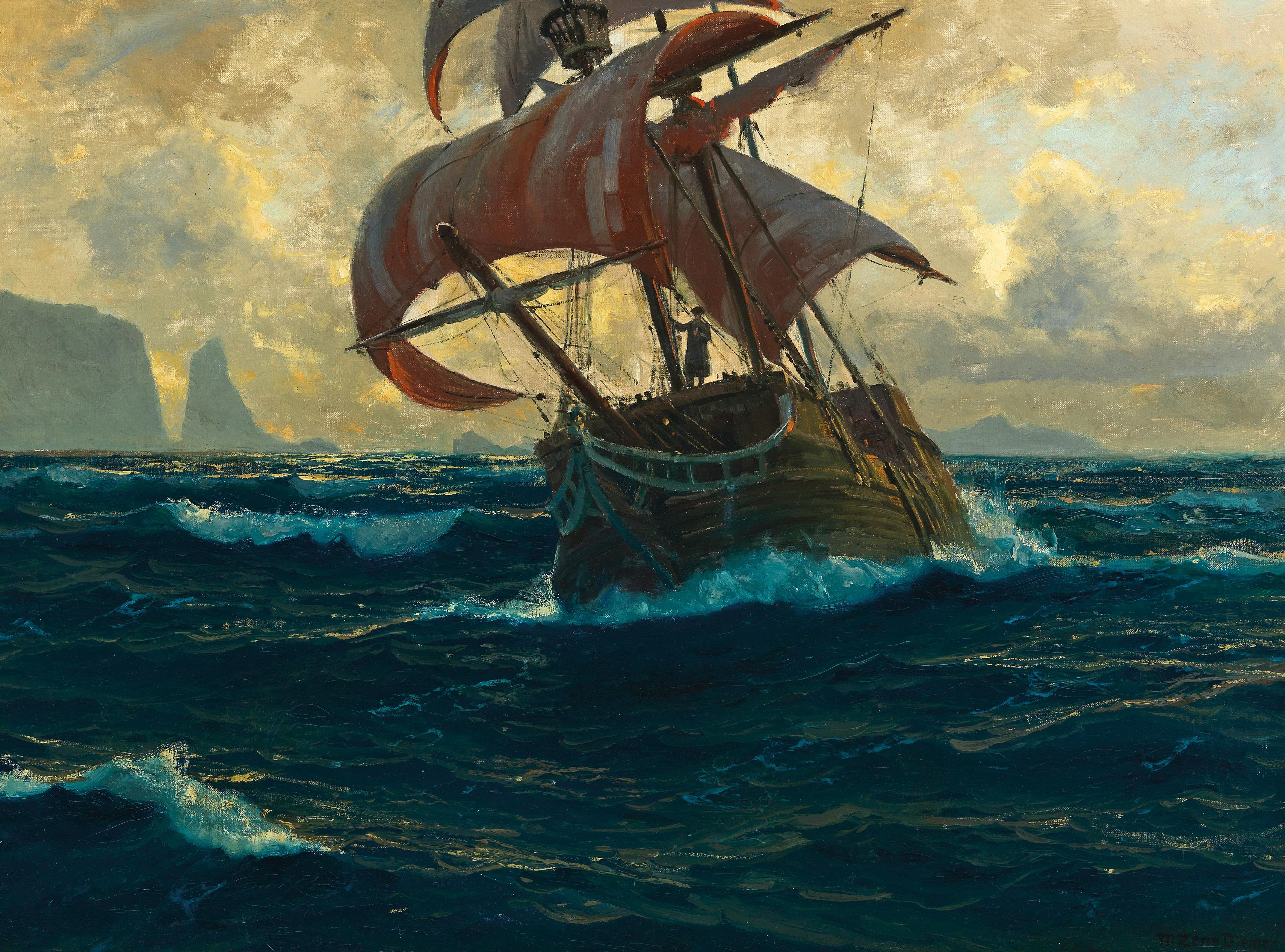
Der fliegende Holländer (Den flygande holländaren) av Michael Zeno Diemer.

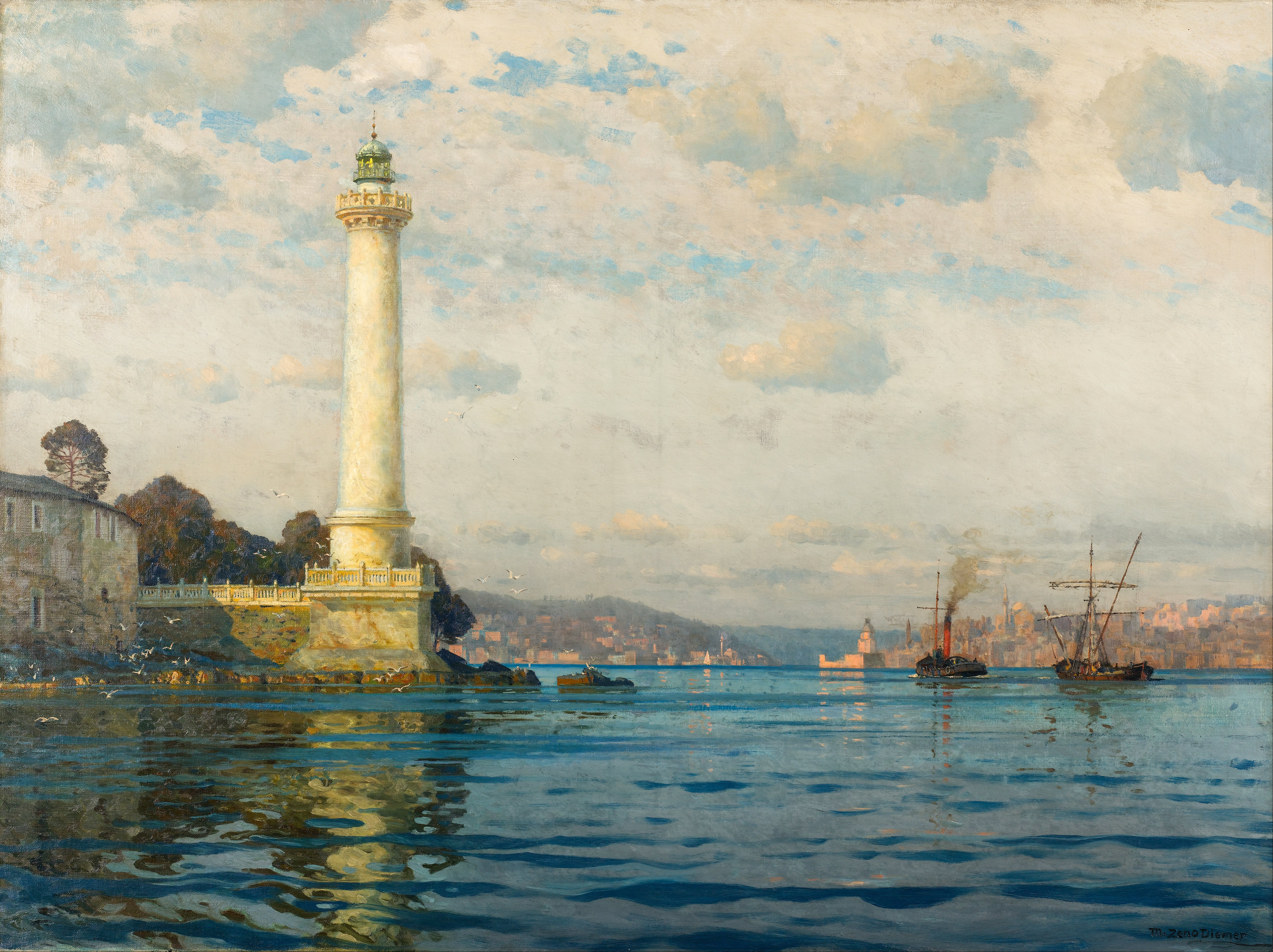
The Ahırkapı Lighthouse av Michael Zeno Diemer.

Michael Zeno Diemer, född 8 februari 1867 i München, död 28 februari 1939 i Oberammergau, var en tysk målare. Han arbetade också som musiker och kompositör. Diemers son var piloten Franz Zeno.